# 3. СС оклопна дивизија Мртвачка глава
3. СС оклопна дивизија „Мртвачка глава“ позната и као Оклопно-гренадирска и једноставно СС дивизија Мртвачка глава била је једна од 38 дивизија Вафен-СС-а током Другог светског рата. Пре добијања статуса дивизије била је позната као Борбена група Ејке. Дивизија је злогласна услед свог симбола и чињенице да су највећи део првобитног састава чинили СС-Тотенкопфбанде (чувари СС концентрационих логора).
Дивизија је формирана у октобру 1939. године, и учествовала је у нападу на Француску (где је претрпела тешке губитке услед фанатичности а недовољне обучености људства), Источном фронту (уз катастрофалне губитке код Демјанска), Пољској 1944. као и Мађарској на крају рата. Дивизија је позната и по ратним злочинима које су чинили њени припадници.